# Калейкино (Татарстан)
Калейкино (тат. Кәләй) — село в Альметьевском районе Республики Татарстан. Административный центр Калейкинского сельского поселения.

## География
Село расположено в 4-5 км от северо-западной окраины Альметьевска.
Рядом с селом проходит автодорога Набережные Челны — Альметьевск. В 3 км к западу от села находится ж.-д. станция Альметьевская (на линии Агрыз — Акбаш).

## История села
Село Калейкино основано в 1727 году переселенцами из с. Русский Акташ. Предположительно деревню основали выходцы из деревни Каляй Темниковского района Мордовии. Среди переселенцев наряду с татарами-мишарями могла быть и мордва, которая в силу определенных социально-политических причин отатарилась, так деревня Калейкино отмечена в Темниковском уезде, в которой живет мордва-мокша. И. К. Инжеватов название Каляй связывает с дохристианским именем Каляй. Второе название деревни, сильно трансформированное писцами XVII века, означало килей пора «березовая роща», у которой обосновался населенный пункт. До 1860-х гг. жители
относились к сословию государственных крестьян. . Основные занятия жителей в этот период — земледелие и скотоводство, было распространено пчеловодство. В 1875 г. в селе открыта миссионерская школа, в 1878 г. преобразована в земскую (в 1975 г. обучалось 15 мальчиков и 10 девочек, в 1885 г. — 43 мальчика). По сведениям 1900 г., в селе функционировали 2 водяные мельницы, 2 хлебозапасных магазина, 2 бакалейные лавки. В 1915 г. построена деревянная Дмитриевская церковь (в 1931 г.разобрана), в 1916 г. открыта церковно-приходская школа. В этот период земельный надел сельской общины составлял 2591,8 десятин.
До 1920 г. село входило в Акташскую волость Мензелинского уезда Уфимской губернии. С 1920 г. в составе Мензелинского, с 1922 г. — Челнинского кантонов ТАССР. С 10.8.1930 г. в Альметьевском районе. Ныне центр Калейкинского сельского поселения.
В 1929 году в селе организован колхоз им. Будённого (первый председатель — С. Е. Долгов). В 1954 году в его состав вошёл колхоз «Сабанче» (д. Сабанче). В 1953 году переименован в колхоз «Знамя». В 1958 году в его состав вошли колхозы «Дирижабль» и «Морат». В 1973 году колхоз «Знамя» реорганизован в совхоз, в 1975 году переименован в колхоз «Кичуйский», в 1985 году — в совхоз им. Н. Е. Токарликова, с 1994 года — АО им. Н. Е. Токарликова. В 2004 году в его состав вошёл совхоз «Индустриальный» (с. Бута), агрофирма «Ильтень» и зверосовхоз «Альметьевский». Ныне АО им. Токарликова входит в состав холдинга АО «СМП-Нефтегаз». Жители занимаются полеводством, молочным скотоводством.

## Население
| Численность населения | Численность населения | Численность населения | Численность населения | Численность населения | Численность населения | Численность населения |
| 1747                  | 1841                  | 1859                  | 1870                  | 1897                  | 1900                  | 1920                  |
| --------------------- | --------------------- | --------------------- | --------------------- | --------------------- | --------------------- | --------------------- |
| 82                    | ↗482                  | ↗629                  | ↗752                  | ↗1158                 | ↗1272                 | ↗1448                 |
| 1926                  | 1938                  | 1949                  | 1958                  | 1970                  | 1979                  | 1989                  |
| ↘1125                 | ↘1073                 | ↘952                  | ↘943                  | ↘941                  | ↘931                  | ↗1310                 |
| 2002                  | 2010                  | 2015                  |                       |                       |                       |                       |
| ↗1675                 | ↘1638                 | ↗1804                 |                       |                       |                       |                       |

## Социальная инфраструктура
В селе действуют средняя школа с углублённым изучением ряда предметов (в 1986 г. в школе открыт Музей боевой славы имени Героя Советского Союза Н. Е. Токарликова), детский сад (с 1968 г.), детская школа искусств, конноспортивная школа (с 1975 г.), дом культуры (в 2015 г. построено новое здание), 2 библиотеки, комбикормовый завод, церковь великомученика Димитрия Солунского (2005 г.). При доме культуры работают фольклорные ансамбли «Кэлэем» (с 1976 г., с 1991 г. — народный), «Асыл бизэк» (с 2006 г.).

## Известные уроженцы
- Н. Е. Токарликов (1918—1944) — Герой Советского Союза.